# Франц Фибок
Франц Фибок (на немски: Franz Artur Viehböck) е първият космонавт от Австрия, извършил космически полет на орбиталната станция „Мир“. Електроинженер.

## Биография
Роден е на 24 август 1960 г. във Виена, Австрия.
През 1989 г. заедно с лекарката Клемънс Лоталиер е избран за космонавт в съветско-австрийския космически проект „Астромир - 91“. След 2-годишна подготовка на 2 октомври 1991 г. стартира с космическия кораб „Союз ТМ-13“. Той е в състава на десета дълговременна експедиция на станцията „Мир“ в състав: Александър Волков — командир, Токтар Абукиров — космонавт-изследовател и първи казахстански космонавт, и Франц Фибок — космонавт-изследовател. На борда на орбиталната станция „Мир“, съвместно и с Анатолий Арцебарски и Сергей Крикальов извършва 15 експеримента в областта на космическата медицина, физика и космическите технологии. На 10 октомври Абукиров и Фибок, заедно с Арцебарски се завръщат на Земята със „Союз ТМ-12“.
В следващите две години той изнася многобройни лекции за космическия си полет, а по-късно отива в САЩ, където работи за Rockwell. Когато тази компания е погълната от „Боинг“ той е назначен за директор по международни отношения във Виена. По-късно е назначен за главен технически директор на Долна Австрия.
Фибок живее в Berndorf, провинция Долна Австрия. Той е женен, дъщеря му Карина е родена по време на космическия полет. Единственият друг такъв случай е американският астронавт Рандолф Брезник (2009).